# Jesús Tadeo Vega
Jesús Tadeo Vega Ortíz (* 23. Mai 1994 in Huehuetoca, México) ist ein mexikanischer Geher.

## Leben
Jesús Tadeo Vega stammt aus der Stadt Huehuetoca, im Norden des Bundesstaates México. Er ist Student der Verwaltungswissenschaften an der Fakultät für Rechnungswesen und Verwaltung der Universidad Autónoma del Estado de México.

## Sportliche Laufbahn
Jesús Tadeo Vega bestritt im Jahr 2010 seine ersten internationalen Wettkämpfe im Gehen. Im Mai des Jahres belegte er im U20-Wettkampf beim Geher-Weltcup in seiner mexikanischen Heimat den zehnten Platz. Später im August nahm er in Singapur an den ersten Olympischen Jugendspielen teil und belegte über 10.000 Meter den siebten Platz. Ein Jahr später nahm er in Lille an den U18-Weltmeisterschaften teil und verpasste mit neuer Bestzeit von 41:09,61 min als Vierter knapp die Medaillenränge. 2012 belegte Vega beim Geher-Weltcup im Mai in Russland den dritten Platz im U20-Wettkampf. Ende Juni gewann er die Goldmedaille bei den U20-Zentralamerika- und Karibikmeisterschaften in El Salvador. Einen Monat später trat er bei den U20-Weltmeisterschaften in Barcelona an, bei denen er den fünften Platz belegte. 2014 absolvierte Vega seine ersten kompletten Wettkämpfe über die 20-km-Distanz. Zwei Jahre später stellte er in Tschechien mit 1:19:20 h seine persönliche Bestzeit über diese Distanz auf. Ein Jahr später gewann er die Bronzemedaille bei den Mexikanischen Meisterschaften. Zudem qualifizierte er sich für seine ersten internationalen Meisterschaften im Erwachsenenbereich, als er im August bei den Weltmeisterschaften in London an den Start ging. Den Wettkampf über 20 km beendete er nach 1:23:10 h auf dem 35. Platz. 2018 gewann Vega über die 10.000-Meter-Distanz seinen ersten und bislang einzigen Mexikanischen Meistertitel.
2021 qualifizierte sich Vega für die Teilnahme an den Olympischen Sommerspielen in Tokio. Zwei Monate vor den Spielen absolvierte er in Spanien in 1:20:32 h seinen besten Wettkampf seit 2016. Anfang August trat er bei den Spielen an, kam dort allerdings nicht über Platz 42 hinaus. Dies stellte zugleich seinen bis dato letzten Wettkampf als Geher dar.

## Wichtige Wettbewerbe
| Jahr               | Veranstaltung                                  | Ort                | Platz              | Disziplin          | Zeit               |
| Startet für Mexiko | Startet für Mexiko                             | Startet für Mexiko | Startet für Mexiko | Startet für Mexiko | Startet für Mexiko |
| ------------------ | ---------------------------------------------- | ------------------ | ------------------ | ------------------ | ------------------ |
| 2010               | Olympische Jugendspiele                        | Singapur           | 7.                 | 10.000 m Bahngehen | 46:08,16 min       |
| 2011               | U18-Weltmeisterschaften                        | Lille              | 4.                 | 10.000 m Bahngehen | 41:09,61 min       |
| 2012               | U20-Zentralamerika- und Karibikmeisterschaften | San Salvador       | 1.                 | 10.000 m Bahngehen | 42:03,68 min       |
| 2012               | U20-Weltmeisterschaften                        | Barcelona          | 5.                 | 10.000 m Bahngehen | 41:05,59 min       |
| 2017               | Weltmeisterschaften                            | London             | 35.                | 20 km Gehen        | 1:23:10 h          |
| 2021               | Olympische Sommerspiele                        | Tokio              | 42.                | 20 km Gehen        | 1:30:37 h          |

## Persönliche Bestleistungen
- 10.000-m-Bahngehen: 40:08,47 min, 11. April 2015, Xalapa
- 10-km-Gehen: 41:05 min, 25. August 2018, Coatzacoalcos
- 20-km-Gehen: 1:19:20 h, 9. April 2016, Poděbrady
- 50-km-Gehen: 4:04:49 h, 21. April 2019, Ciudad Lázaro Cárdenas